# Norrey-en-Auge
Norrey-en-Auge település Franciaországban, Calvados megyében. Lakosainak száma 95 fő (2022. január 1.). Norrey-en-Auge Barou-en-Auge, Beaumais, Morteaux-Coulibœuf, Les Moutiers-en-Auge és Saint-Pierre-en-Auge községekkel határos.

## Népesség
A település népességének változása:
| Lakosok száma | 115  | 88   | 74   | 96   | 100  | 95   | 93   | 91   | 92   | 95   |
|               | 1968 | 1982 | 1990 | 2006 | 2013 | 2015 | 2017 | 2019 | 2020 | 2022 |